# 平阳县 (山西)
平阳县，中国古代县，治所在位于今山西省临汾市境。
春秋时代始置，曾为晋国地，战国时属赵国。汉朝属河东郡，有侯国。隋朝开皇元年（581年），改平阳县为平河县，开皇三年（583年）又改平河县为临汾县。